# Morti nel 2000/Maggio
| Questa pagina contiene informazioni ricavate automaticamente dalle voci biografiche con l'ausilio del template Bio e di un bot. L'aggiornamento è periodico e automatico e ricostruisce completamente la pagina. Se manca una persona in questa lista, sei pregato di non aggiungerla, ma accertati piuttosto che la sua voce biografica contenga il template Bio e che i dati anagrafici siano correttamente compilati. Se il template Bio manca, inseriscilo tu stesso o, in alternativa, metti l'avviso {{tmp\|Bio}} che ne segnala la mancanza. Se i dati riportati sono sbagliati, correggi direttamente la voce biografica; le modifiche saranno visibili in questa lista entro pochi giorni. Per chiarimenti vedi il progetto biografie. La lista contiene solo le 115 persone che sono citate nell'enciclopedia e per le quali è stato implementato correttamente il template Bio. Pagina aggiornata al 18 apr 2025. |

- 1º maggio - Raffaele Carlesso, alpinista italiano (n. 1908)
- 1º maggio - Luigi D'Angelo, politico italiano (n. 1923)
- 1º maggio - Steve Reeves, attore e culturista statunitense (n. 1926)
- 1º maggio - Nora Swinburne, attrice britannica (n. 1902)
- 2 maggio - Giulio Pellicari, calciatore italiano (n. 1919)
- 2 maggio - Cláudio Christovam de Pinho, calciatore e allenatore di calcio brasiliano (n. 1922)
- 3 maggio - Lewis Allen, regista britannico (n. 1905)
- 3 maggio - Oto Ferenczy, compositore slovacco (n. 1921)
- 3 maggio - Dario Guzzon, fumettista e illustratore italiano (n. 1926)
- 3 maggio - John Joseph O'Connor, cardinale e arcivescovo cattolico statunitense (n. 1920)
- 3 maggio - Jon Vincent, attore pornografico statunitense (n. 1962)
- 4 maggio - Aleksandr Achiezer, fisico sovietico (n. 1911)
- 4 maggio - Massimo Alberini, giornalista e scrittore italiano (n. 1909)
- 4 maggio - Hendrik Casimir, fisico e matematico olandese (n. 1909)
- 4 maggio - Humberto Donoso, calciatore cileno (n. 1938)
- 4 maggio - Veronica Foster, modella canadese (n. 1922)
- 5 maggio - Edward Ashley, attore australiano (n. 1904)
- 5 maggio - Gino Bartali, ciclista su strada e dirigente sportivo italiano (n. 1914)
- 5 maggio - Dante Canè, pugile italiano (n. 1940)
- 5 maggio - Patrick Castagne, musicista e compositore trinidadiano (n. 1916)
- 5 maggio - Massimo Mangano, allenatore di pallacanestro e giornalista italiano (n. 1950)
- 5 maggio - Bill Musselman, allenatore di pallacanestro statunitense (n. 1940)
- 6 maggio - Giuseppe De Feo, artista, scultore e pittore italiano (n. 1914)
- 6 maggio - Eleazar Jiménez, scacchista cubano (n. 1928)
- 6 maggio - Lee Moore, politico nevisiano (n. 1939)
- 6 maggio - Giuseppe Paviglianiti, personaggio televisivo e attore italiano (n. 1941)
- 6 maggio - Aldo Scavarda, direttore della fotografia e produttore cinematografico italiano (n. 1923)
- 6 maggio - Lojze Spacal, pittore sloveno (n. 1907)
- 6 maggio - John Clive Ward, fisico australiano (n. 1924)
- 7 maggio - Douglas Fairbanks Jr., attore e militare statunitense (n. 1909)
- 7 maggio - Zinaida Gilel's, violinista e insegnante sovietica (n. 1924)
- 7 maggio - Hideo Hamamura, maratoneta giapponese (n. 1928)
- 7 maggio - José Luis López de Lacalle, giornalista e attivista spagnolo (n. 1938)
- 8 maggio - X Brands, attore e stuntman statunitense (n. 1927)
- 8 maggio - Hubert Maga, politico beninese (n. 1916)
- 8 maggio - John Nucatola, arbitro di pallacanestro statunitense (n. 1907)
- 9 maggio - György Csordás, nuotatore ungherese (n. 1928)
- 9 maggio - Giorgio Fulco, filologo italiano (n. 1940)
- 10 maggio - Guadalupe Amor, scrittrice messicana (n. 1918)
- 10 maggio - Kiyoshi Kuromiya, attivista e pacifista statunitense (n. 1943)
- 10 maggio - Kaneto Shiozawa, attore e doppiatore giapponese (n. 1954)
- 10 maggio - Craig Stevens, attore statunitense (n. 1918)
- 10 maggio - Dario Zanelli, giornalista e critico cinematografico italiano (n. 1922)
- 11 maggio - Paula Wessely, attrice e produttrice cinematografica austriaca (n. 1907)
- 12 maggio - Adelaida Avagyan, igienista armena (n. 1924)
- 12 maggio - Luigi Giusso, politico italiano (n. 1932)
- 12 maggio - Adam Petty, pilota automobilistico statunitense (n. 1980)
- 13 maggio - Paul Bartel, attore, regista e sceneggiatore statunitense (n. 1938)
- 13 maggio - Alfredo Berzanti, politico e partigiano italiano (n. 1920)
- 13 maggio - Ernst Endl, pallanuotista austriaco (n. 1929)
- 13 maggio - Fernanda Farias De Albuquerque, brasiliana (n. 1963)
- 13 maggio - Olivier Greif, compositore francese (n. 1950)
- 13 maggio - Akira Nozawa, calciatore giapponese (n. 1914)
- 13 maggio - Jumbo Tsuruta, wrestler e lottatore giapponese (n. 1951)
- 13 maggio - Cesare Valletti, tenore italiano (n. 1922)
- 14 maggio - Reinhard Höhn, giurista tedesco (n. 1904)
- 14 maggio - Keizō Obuchi, politico giapponese (n. 1937)
- 14 maggio - Karl Shapiro, poeta statunitense (n. 1913)
- 15 maggio - Al'fred Kučevskij, hockeista su ghiaccio sovietico (n. 1931)
- 15 maggio - Gösta Prüzelius, attore e doppiatore svedese (n. 1922)
- 16 maggio - Frido Frey, cestista tedesco (n. 1921)
- 16 maggio - Luigi Stringa, fisico italiano (n. 1939)
- 16 maggio - Andrzej Szczypiorski, scrittore e politico polacco (n. 1928)
- 17 maggio - Donald Coggan, arcivescovo anglicano britannico (n. 1909)
- 17 maggio - Dick Sprang, fumettista statunitense (n. 1915)
- 17 maggio - Hümeyra Hanımsultan, principessa ottomana (n. 1917)
- 18 maggio - Domingos da Guia, calciatore brasiliano (n. 1912)
- 18 maggio - Bruno Fait, marciatore italiano (n. 1924)
- 19 maggio - Johnny Baldwin, pilota automobilistico statunitense (n. 1922)
- 19 maggio - Evgenij Vasil'evič Chrunov, cosmonauta sovietico (n. 1933)
- 19 maggio - Vincenzo Damiano, calciatore italiano (n. 1943)
- 19 maggio - Petter Hugsted, saltatore con gli sci norvegese (n. 1921)
- 19 maggio - Krum Milev, allenatore di calcio e calciatore bulgaro (n. 1915)
- 20 maggio - Maria Adelaide Aglietta, politica italiana (n. 1940)
- 20 maggio - Charles Antenen, calciatore svizzero (n. 1929)
- 20 maggio - Edward Bernds, regista e sceneggiatore statunitense (n. 1905)
- 20 maggio - Roberto Meléndez, calciatore e allenatore di calcio colombiano (n. 1912)
- 20 maggio - Jean-Pierre Rampal, flautista francese (n. 1922)
- 20 maggio - Malik Sealy, cestista statunitense (n. 1970)
- 21 maggio - Barbara Cartland, scrittrice britannica (n. 1901)
- 21 maggio - John Gielgud, attore britannico (n. 1904)
- 21 maggio - Mark Reynolds Hughes, dirigente d'azienda statunitense (n. 1956)
- 21 maggio - Emil Karlsson, calciatore svedese (n. 1908)
- 21 maggio - Erich Mielke, politico, generale e agente segreto tedesco-orientale (n. 1907)
- 21 maggio - Renzo Silvestri, politico e avvocato italiano (n. 1919)
- 23 maggio - Mishari bin Abd al-Aziz Al Saud, principe, imprenditore e aviatore saudita (n. 1932)
- 24 maggio - Henryk Chroscicki, produttore cinematografico polacco (n. 1919)
- 24 maggio - Oleg Nikolaevič Efremov, attore russo (n. 1927)
- 24 maggio - Alberico Semeraro, vescovo cattolico italiano (n. 1903)
- 24 maggio - Majrooh Sultanpuri, paroliere indiano (n. 1919)
- 24 maggio - Cliff Sutter, tennista statunitense (n. 1910)
- 24 maggio - Aldo Valleroni, compositore, paroliere e giornalista italiano (n. 1920)
- 25 maggio - Nicholas Clay, attore britannico (n. 1946)
- 25 maggio - Francis Lederer, attore statunitense (n. 1899)
- 26 maggio - Max Schellenberg, ciclista su strada svizzero (n. 1927)
- 26 maggio - Samuel A. Taylor, commediografo e sceneggiatore statunitense (n. 1912)
- 27 maggio - Inga Abel, attrice tedesca (n. 1946)
- 27 maggio - Kazimierz Leski, ingegnere, militare e agente segreto polacco (n. 1912)
- 27 maggio - Murray MacLehose, politico e diplomatico britannico (n. 1917)
- 27 maggio - Maurice Richard, hockeista su ghiaccio canadese (n. 1921)
- 27 maggio - Gonzalo di Borbone-Dampierre, duca (n. 1937)
- 28 maggio - Vincentas Sladkevičius, cardinale e arcivescovo cattolico lituano (n. 1920)
- 28 maggio - Eric Turner, giocatore di football americano statunitense (n. 1968)
- 28 maggio - Francisco Vestil, cestista filippino (n. 1914)
- 29 maggio - Ivan Krstić, calciatore jugoslavo (n. 1980)
- 29 maggio - Maurice Redon, generale francese (n. 1905)
- 30 maggio - Tex Beneke, sassofonista, cantante e direttore d'orchestra statunitense (n. 1914)
- 30 maggio - Salvatore D'Angelo, presbitero e politico italiano (n. 1920)
- 30 maggio - Bill Thomas, costumista statunitense (n. 1921)
- 31 maggio - Johnnie Taylor, cantautore statunitense (n. 1934)
- 31 maggio - Erich Kähler, matematico tedesco (n. 1906)
- 31 maggio - Petăr Mladenov, diplomatico e politico bulgaro (n. 1936)
- 31 maggio - Nicolaos Oikonomides, bizantinista greco (n. 1934)
- 31 maggio - Rodolfo Pini, calciatore uruguaiano (n. 1926)
- 31 maggio - Tito Puente, musicista statunitense (n. 1923)